# Marie Brackenbury
Marie Venetia Caroline Brackenbury (1866-1950) fue una pintora británica y sufragista militante y artista sufragista. Fue encarcelada por manifestarse por los derechos de las mujeres. Siguió el ejemplo Emmeline Pankhurst a medida que se volvía más militante (y perdió a antiguas compañeras). Su casa era conocida como "Castillo del Ratón" porque se ocupaba de la recuperación de las huelguistas de hambre. La casa ahora tiene una placa que recuerda al trío formado por su hermana, su madre y María. Era la hermana menor de Georgina Brackenbury, también pintora y sufragista militante.

## Biografía
Brackenbury nació en 1866. Su padre, el mayor general Charles Booth Brackenbury, era director de la escuela de artillería en Woolwich. Fue criada por Flora Shaw, una institutriz ama de llaves, ya que a la madre de Brackenbury no le gustaban las tareas del hogar. En 1890, la familia se mudó a Kensington después de la muerte de su padre. Sus padres tenían intereses artísticos y Marie (y Georgina) fueron a la Slade School of Art, donde se especializó en paisajes.
Su madre se preocupaba por los derechos de las mujeres y en 1907 se unió a la cada vez más radical Unión Social y Política de Mujeres (WSPU por sus siglas en inglés). Marie y su hermana también se unieron a la WSPU. Marie dijo que le había impresionado la "feminidad" de Emmeline Pankhurst. Transformaron sus estudios en aulas donde capacitarían a las mujeres para hablar en público y luego para crear arte sufragista. 
En 1908 creó un cartón titulado "This is the House that Men Built (Esta es la casa que construyeron los hombres)". En 1911 crearon un disfraz de Juana de Arco para una manifestación. Marie era particularmente conocida por el street art realizado en el suelo, donde pintaba con tiza el pavimento para anunciar eventos de la WSPU.

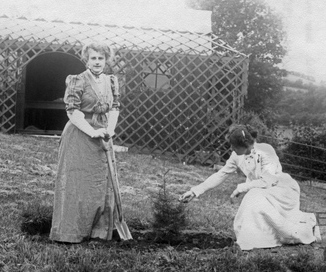
Marie y Georgina Brackenbury en Suffragette's Rest en 1909

Georgina y Marie fueron condenadas a seis semanas de prisión después de unirse a un evento de la WSPU en la Cámara de los Comunes. Se trataba de la "redada de pantechnicon" cuando se utilizó una furgoneta de muebles (pantechnicon) como "caballo de Troya" para llevar veinte sufragistas a la Cámara de los Comunes. Cuando estaban cerca, la puerta se abrió y tanto Marie como Georgina se unieron a las muchas que intentaron abrirse camino hacia el vestíbulo.

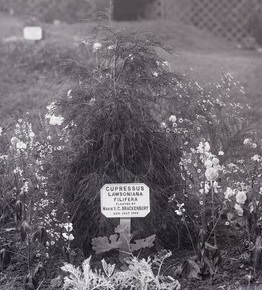
La placa dice "Plantada por Marie VC Brackenbury el 22 de julio de 1909".

Su encarcelamiento les dio derecho a que se plantara un árbol conmemorativo en el "Suffragette's Rest" en Somerset el 22 de julio de 1910. El "Suffragette's Rest" era el apodo de la casa de Mary Blathwayt en Eagle House, donde sus padres también se complacían con su entusiasmo por la WSPU. Sus padres habían reservado tierra para plantar un árbol individual por cada miembro de la WSPU condenado a prisión. La plantación fue luego fotografiada por el padre de Mary. El árbol y las fotografías son el registro de sus logros.
En 1912, su madre, Hilda, fue arrestada por romper ventanas. Su madre señaló que dos de sus hijos habían sido asesinados en la India en servicio activo mientras ella tenía pocos derechos políticos. Tuvo que pasar ocho días en prisión preventiva y catorce días en la cárcel a pesar de tener 80 años. La invitaron a hablar en el London Pavilion cuando fue liberada en abril de 1912.
En 1913, el gobierno aprobó la Ley de Prisioneros (Baja temporal por mala salud) que otorgaba a las autoridades el poder de liberar a las sufragistas en huelga de hambre y luego volver a detenerlas cuando se hubieran recuperado. Se conocía como la "Ley del gato y el ratón" porque los gatos son conocidos por jugar con los ratones antes de matarlos. La casa de Marie en Campden Hill Square n.º 2 se usó como casa de convalecencia para las huelguistas en huelga de hambre en recuperación y fue apodada "Castillo del Ratón".

## Muerte y legado
Brackenbury murió en 1950 sin parientes cercanos. Dejó su casa a una organización benéfica. La casa en el n.º 2 Campden Hill Square tiene una placa que recuerda al trío de su hermana, su madre y Marie.